# Inguza predemersus
Az Inguza predemersus a madarak (Aves) osztályának pingvinalakúak (Sphenisciformes) rendjébe, ezen belül a pingvinfélék (Spheniscidae) családjába tartozó fosszilis faj.

## Tudnivalók
Az Inguza predemersus a pingvinalakúak rendjének egyik fosszilis képviselője, melyet felfedezésekor Spheniscus-fajként tartottak számon és a pápaszemes pingvinnel (Spheniscus demersus) rokonították. De azóta rábukkantak egy igen jó állapotban megmaradt tarsometatarsus nevű csontra, mely azt mutatja, hogy a korábbi rendszertani besorolása érvénytelen. Emiatt a korábban Spheniscus predemersus-nak nevezett pingvint átnevezték Inguza predemersusra; manapság pedig egyedüli a nemében.
Az eddigi előkerült I. predemersus maradványok, a Dél-afrikai Köztársaságban levő Langebaanweg nevű város melletti bányából származnak. Az itteni réteget, a kutatók pliocén korinak vélik, úgyhogy ez a fosszilis pingvin, körülbelül 5 millió évvel ezelőtt élhetett.
A molekuláris adatok szerint ez a pingvinfaj, körülbelül akkor élt, amikor a pápaszemes pingvin őse megérkezett az afrikai kontinens atlanti-óceáni partjára. Más kutatások a Pygoscelis madárnemmel állítják rokonságba, ami azt jelenti, hogy a két madárcsoport ősei valamikor az oligocén kor során váltak szét.
Az Inguza predemersus pontos rendszertani besorolását az a feltételezés is nehezíti, mely szerint a faj nem is tartozik a Spheniscinae alcsaládba, hanem egy mára már kihalt őspingvinág legutolsóként kipusztult képviselője. Azonban ezt a feltételezést megcáfolja a kövületek „fiatalsága”, de ez ellenére az elképzelés nem vethető el teljesen.

## Fordítás
- Ez a szócikk részben vagy egészben  az   Inguza című angol Wikipédia-szócikk ezen változatának fordításán alapul.  Az eredeti cikk szerkesztőit annak laptörténete sorolja fel. Ez a jelzés csupán a megfogalmazás eredetét és a szerzői jogokat jelzi, nem szolgál a cikkben szereplő információk forrásmegjelöléseként.